# ミカヅキ (さユりの曲)
「ミカヅキ」は、日本のシンガー・ソングライターさユりのメジャーデビューシングルである。2015年8月26日にアリオラジャパンより発売された。

## 概要
表題曲「ミカヅキ」は2015年7月から9月にかけて放送されたCX系テレビアニメ『乱歩奇譚 Game of Laplace』のエンディングテーマとして使用された。販売形態は初回生産限定盤、期間限定生産盤（アニメ盤）、通常盤の3仕様となっており、初回生産限定盤には「ミカヅキ」のミュージックビデオが、アニメ盤には『乱歩奇譚 Game of Laplace』のノンクレジットエンディング映像がDVD特典として収録されている。
カップリングはアコギによる弾き語り「ちよこれいと -sweet弾き語りver-」（初回限定盤）や「オーロラソース -sweet弾き語りver-」（アニメ盤）、歌声をボカロ風に加工した「人間椅子 -酸欠少女さユりボカロver-」（初回限定盤）など、初回限定盤、アニメ盤、通常盤のそれぞれにテイストの異なる楽曲が収録されている。
アートワークはYKBXが担当。アーティストビジュアルはシングル発売に先行して公開された。ジャケットはそれぞれ青・赤・黄のキーカラーを設定して制作された。初回限定盤のジャケットが《光と病み》をイメージしたものであるのに対し、通常盤は《蘇生と希望》をテーマとしたものとなっているほか、アニメ盤のジャケットでは『乱歩奇譚 Game of Laplace』に登場する検死官ミナミの姿をしたさユりが死体君とともに描かれている。
2020年3月4日にTHE FIRST TAKEとコラボした「ミカヅキ」の一発撮りの動画が、2020年2月21日の「航海の唄」に続いてYouTubeで公開されている。

## 楽曲解説

### 「ミカヅキ」
さユりのデビューシングルにして代名詞のような曲であり、規模の大きいコンサートホールでのライブから新曲のリリースイベントに至るまで、ほとんどの場面で演奏される。
歌詞の大きな特徴は《完全性》と《不完全性》との強い対比である。完全性の象徴として《満月》《蝶》、不完全性の象徴として《三日月》《（欠けた）翼》《蛹》を挙げ、完全であることへの強い憧れと不完全であることの強い劣等感や弱さを対比させつつ、不完全であると知りながら、それでも前に進もうとする人間の決意と遠くで光る希望を歌っている。
ミュージックビデオは2015年7月31日にYouTubeでショートバージョンが、2019年12年27日にフルバージョンが公開された。
2017年5月17日発売のファーストアルバム『ミカヅキの航海』に初収録。2020年6月3日には弾き語りがセルフカバー・アルバム『め』に収録された。

#### 制作
誕生のきっかけは2年前の2013年（当時17歳）のことで、サビの一部の歌詞とメロディーだけが頭に浮かんだという。さユりは当時の息苦しさや劣等感などの感情が天体への羨望につながり、自然と形を成したのだろうと語っている。しかしそれ以降は曲作りは進まなかった。
その後、ノイタミナ作品である『乱歩奇譚 Game of Laplace』のエンディングテーマの話が来たとき、ノイタミナ各作品の公式サイトでアニメに関わったアーティストのコメントを読み、自分もその一員に加わることを強く思ったという。
エンディングテーマの制作にあたって、さユりはアニメ作品の世界観に合わせた楽曲作りが求められた。それは欝々とした雰囲気を持ちながらも共感を集めることが出来る曲という難しいものであった。さユりは原作である江戸川乱歩の小説から読み取った登場人物たちのどこか欠落したイメージをもとに2年前に思い付いた曲を完成させた。それはちょうど2015年に入った頃であった。アニメのプロデューサー、森彬俊はさユりに求めた楽曲の難しさから、当初は制作が難航することを覚悟していたが、楽曲が届けられると森はもちろん、監督の岸誠二をはじめとするアニメーション制作のスタッフからも満場一致で迎えられた。

#### 編曲
原曲の段階では「ミカヅキ」はさユりの思いのこもった弾き語りであり、編曲を担当した江口亮は原曲に爆発力を加えて曲の持つ力強さをさらに大きくすることに重きを置いた。これは江口の編曲スタイルであると同時に、本楽曲がさユりのデビュー曲であることを考慮しての判断でもあり、後々の原点という意味合いを踏まえて、格好良い楽曲にしたかったと語っている。具体的には編曲の過程でノイズのような音を追加していくことで、原曲の持つ旋律の美しさと相反するノイジーな要素という、2つの異なる要素の成立を試みており、それによって静と動を行き来するドラマチックなサウンドを作り上げている。そしてそれはさユりのアンバランスな魅力を表現することにもつながっている。

#### THE FIRST TAKE
2020年2月21日公開の「航海の唄」に続いて同年3月4日に公開された。さユりは『ミカヅキの航海』と同じ青のポンチョ姿で座布団の上に胡坐で座り、その歌声を披露した。その際に次のようにコメントしている。

この曲は私のデビュー曲です。誰かを励ますために作ったわけではなくて、自分が自分を愛せるように、欠けてても足りなくてもそんな自分を、認められるようにそんな気持ちで作りました。誰かを励ますために作ったわけじゃないけど、でも、この曲がこの動画が、（誰かの）お守りになったらいいなと思います。

## 収録曲

### 初回生産限定盤
| #         | タイトル                                                       | 作詞・作曲           | 編曲      | 時間  |
| --------- | -------------------------------------------------------------- | -------------------- | --------- | ----- |
| 1.        | 「ミカヅキ」(テレビアニメ『乱歩奇譚 Game of Laplace』EDテーマ) | さユり               | 江口亮    | 4:21  |
| 2.        | 「ちよこれいと -street弾き語りver-」                           | さユり               |           | 3:03  |
| 3.        | 「人間椅子 -酸欠少女さユりボカロver-」                         | レフティーモンスター |           | 3:38  |
| 合計時間: | 合計時間:                                                      | 合計時間:            | 合計時間: | 11:02 |

| #  | タイトル                  | 作詞 | 作曲・編曲 |
| -- | ------------------------- | ---- | ---------- |
| 1. | 「ミカヅキ」(Music Video) |      |            |

### 期間生産限定盤
| 全作詞・作曲: さユり。 |                                                                |        |            |      |
| #                      | タイトル                                                       | 作詞   | 作曲・編曲 | 時間 |
| 1.                     | 「ミカヅキ」                                                   | さユり | さユり     | 4:21 |
| 2.                     | 「オーロラソース -street弾き語りver-」                         | さユり | さユり     | 4:40 |
| 3.                     | 「ミカヅキ」(『乱歩奇譚 Game of Laplace』ED -intro start ver-) | さユり | さユり     | 1:52 |
| 合計時間:              | 合計時間:                                                      | 10:53  |            |      |

| #  | タイトル                                                       | 作詞 | 作曲・編曲 |
| -- | -------------------------------------------------------------- | ---- | ---------- |
| 1. | 「ミカヅキ」(『乱歩奇譚 Game of Laplace』ノンクレジットED映像) |      |            |

### 通常盤
| 全作詞・作曲: さユり。 |                              |        |            |      |
| #                      | タイトル                     | 作詞   | 作曲・編曲 | 時間 |
| 1.                     | 「ミカヅキ」                 | さユり | さユり     | 4:22 |
| 2.                     | 「ちよこれいと -酸欠remix-」 | さユり | さユり     | 3:00 |
| 合計時間:              | 合計時間:                    | 7:22   |            |      |

## 収録アルバム
| 曲名     | アルバム           | 発売日        | 備考                   |
| -------- | ------------------ | ------------- | ---------------------- |
| ミカヅキ | 『ミカヅキの航海』 | 2017年5月17日 | オリジナルアルバム     |
| ミカヅキ | 『め』             | 2020年6月3日  | セルフカバー・アルバム |

## カバー
- 青い子 - 2020年5月16日にYouTubeチャンネルで公開[18]。
- 新菜まこ - 2020年9月5日にYouTubeチャンネルで公開[19]。
- 星乃めあ - 2020年9月17日にYouTubeチャンネルで公開[20]。
- 松永依織 - 2020年11月4日にYouTubeチャンネルで公開[21]。
- れん - 2020年11月7日にYouTubeチャンネルで公開[22]。
- にんじん - 2021年3月22日にYouTubeチャンネルで公開[23]。
- こはならむ - 2021年7月15日にYouTubeチャンネルで公開[24]。